# Onciale 059
L'Onciale 059 (numerazione Gregory-Aland) è un codice manoscritto onciale del Nuovo Testamento, in lingua greca, datato paleograficamente al IV o V secolo.

## Testo
Il codice è composto da uno spesso foglio di pergamena di 150 per 110 cm, contenente un brano del Vangelo secondo Marco (15,29-38). Il testo è scritto in una colonna per pagina e 19 linee per colonna.

### Critica testuale
Il testo del codice è rappresentativo del tipo testuale alessandrino. Kurt Aland lo ha collocato nella Categoria III.

## Storia
Il codice è conservato alla Biblioteca Nazionale Austriaca (Pap. G. 39779) a Vienna.